# Via Hadriana
Via Hadriana var en gammal romersk väg som byggdes och färdigställdes i den romerska provinsen Aegyptus år 137 e.vt. av kejsar Hadrianus, som också byggde Hadrianus mur i romerska britannia. Vägen löpte mellan den nybyggda  staden Antinopolis vid Nilen och den äldre staden Berenike vid Röda havet. Spår av vägsträckningen noterades av Couyat (1910) och Murray (1925), som noterade platserna för flera små mansios längs den södra delen av vägen, men få i norr och ingen alls längs den väst-östliga sträckningen mellan Antinopolis och kusten. Många av dessa vägstationerna hade befästa bevattningspunkter (så kallade hydreumator).